# North Boat Harbour
North Boat Harbour (kortweg Boat Harbour) is een gemeentevrij gehucht in de Canadese provincie Newfoundland en Labrador. De plaats bevindt zich aan de Straat van Belle Isle, vlak bij het noordelijkste punt van het eiland Newfoundland.

## Geografie
North Boat Harbour ligt op het Great Northern Peninsula, het meest noordelijke gedeelte van Newfoundland. Het gehucht ligt 7,5 km ten zuidwesten van Cape Norman, de noordelijke kaap van het eiland. De vissersnederzetting is gevestigd aan het eindpunt van provinciale route 435.

## Demografie
In 2001 telde North Boat Harbour 56 inwoners. Sinds de volkstelling van 2006 maakt de plaats tezamen met Wild Bight deel uit van de designated place North Boat Harbour-Wild Bight. De twee ongeveer even grote plaatsen telden in 2021 tezamen 20 inwoners.